# Jacques-Antoine Brouillet
Jacques-Antoine Brouillet est un religieux et homme politique français né le 1er février 1743 à Millau (Aveyron) et décédé à une date inconnue.
Curé d'Avize, il est député du clergé aux états généraux de 1789 pour le bailliage de Vitry-le-François. Il prête le serment civique.

## Sources
- « Jacques-Antoine Brouillet », dans Adolphe Robert et Gaston Cougny, Dictionnaire des parlementaires français, Edgar Bourloton, 1889-1891 [détail de l’édition]